# Казапінта
Казапінта (італ. Casapinta, п'єм. Casapinta) — муніципалітет в Італії, у регіоні П'ємонт,  провінція Б'єлла.
Казапінта розташована на відстані близько 540 км на північний захід від Рима, 75 км на північний схід від Турина, 14 км на схід від Б'єлли.
Населення — 439 осіб (2014).

## Демографія
Населення за роками:

Станом на 1 січня 2023 року в муніципалітеті офіційно проживало 11 іноземців з 6 країн, серед них 8 громадян країн Євросоюзу.

## Уродженці
- Модесто Валлє (*1893 — †1979) — відомий у минулому італійський футболіст, захисник.

## Сусідні муніципалітети
- Курино
- Лессона
- Массерано
- Меццана-Мортільєнго
- Строна